# Coca Bloos
Coca Bloos (n. 1 octombrie 1946, Piatra Neamț, Neamț) este o actriță română de film, radio, teatru, televiziune și voce.

## Teatru
- 2006 -Gertrude - Hamlet, album de familie după Shakespeare/ Műller/ Rilke/Majakovski, un spectacol de Claudio Collova
- 2005 -Elena Ceaușescu - O zi din viața lui Nicolae Ceaușescu de Th. Denis Dinulescu, regia Alexandru Tocilescu
- 2004 -Omul care trăiește pe trotuar- Paparazzi de Matei Vișniec, regia Mihai Lungeanu
- 2004 -89.89 fierbinte după '89, scenariu și regia Ana Mărgineanu
- 2001 -Danica Cvorovic- Spionul balcanic de Dusan Kovacevic, regia Claudiu Goga
- 1999 -Mumia- Sonata fantomelor de August Strindberg, regia Cătălina Buzoianu
- 1999 -Georgette- Școala femeilor de Molière, regia Alexandru Dabija
- 1998 -Ubu - „Azi mă...UBU” după A. Jarry, la Teatrul LUNI de la Green Hours (Premiul Special de Interpretare  la Festivalul HUMORROR -1999)
- 1998 -voce în Despre sexul femeii ca un câmp de luptă în războiul din Bosnia de Matei Vișniec, regia Răzvan Ionescu
- 1997 -Doamna Hardcastle- Noaptea încurcăturilor de Oliver Goldsmith, regia Petru Vutcărău
- 1996 -Ricardito Pita?a- Moartea mănâncă banane de Alfonso Zurro, regia Jean Dussaussoy
- 1994 -Macaria- Sfârșitul Troiei de Walter Jens, regia Vlad Mugur
- 1993 -Persoana cu roaba- Dacă dă Dumnezeu și plouă de Denis Dinulescu și Nicolae Mateescu,regia Dan Micu
- 1992 -Mama- Jacques și stăpânul său de Milan Kundera, regia Petre Bokor
- 1992 -Madame Pichard- Fazanul de Georges Feydeau, regia Emil Mandric
- 1991 -Sostrata- Mătrăguna de Niccolo Machiavelli, regia Dan Micu
- 1991 -Marta- Elisabeta, din întâmplare o femeie de Dario Fo, regia Mihai Lungeanu
- 1991 -Loulou- Monștrii sacri de Jean Cocteau, regia Cornel Todea
- 1991 -Japonezul, Nell- Mlaștina de Caryl Churchill, regia Andreea Vulpe
- 1990 -Madam Panchiana- Piațeta de Carlo Goldoni, regia Silviu Purcărete
- 1990 -Elvira- Don Juan de Molière, regia Dragoș Galgoțiu
- 1989 -Vecina- Maidanul cu dragoste de G.M.Zamfirescu, regia Grigore Gonța
- 1988 -Doamna- Cameristele de Jean Genet, regia Alexandru Darie
- 1986 -Flavia- Amurgul burghez de Romulus Guga, regia Dan Pița
- 1985 -Hangița/ Madge- "Îndrăgostiții din Tesalia" de George Peele, regia Dan Pero Manescu[4]

## Filmografie
- Secretul armei... secrete! (1989)
- Vinovatul  (1991)
- Casa din vis (1992)
- Divorț... din dragoste (1992)
- Patul conjugal (1993)
- E pericoloso sporgersi (1993)
- Crucea de piatră (1994)
- Această lehamite (1994)
- Schimbarea la față (1995)
- Terente, regele bălților (1995)
- Prea târziu (1996)
- Terminus Paradis (1998)
- Față în față (1999)
- Dincolo (2000)
- După-amiaza unui torționar (2001)
- The Wild Dogs (2002)
- Mătrăguna (2002)
- Occident (2002)
- Niki Ardelean, colonel în rezervă (2003)
- Examen (2003)
- Ambasadori, căutăm patrie (2003)
- Zbor deasupra unui cuib de curci (2003)
- Magnatul (2004)
- Căsătorie imposibilă (2004)
- Visul lui Liviu (2004)
- Buricul pământului (2005)
- Maestrul din umbră (2006)
- A fost sau n-a fost? (2006) - Tina (voce)
- Lovitură de maestru (2006)
- Mașini (2006) - Dna. Rege (voce, vers. română)
- Întoarcerea (2006)
- Mammoth / Mamutul (2006) - Olive
- Nevroze nocturne (2006)
- Dolina (2007)
- Palmele (2008)
- Schimb valutar (2008)
- O zi obișnuită de sâmbătă (2009)
- Eva (2010)
- 15 iulie (2010)
- Loverboy (2011)
- Visul lui Adalbert (2011)
- Și caii sunt verzi pe pereți (2012)
- Crud și gătit (2014)
- Hawaii (2017)
- Fals tratat de mântuire a sufletului (2018)
- #dogpoopgirl (2021)

## Premii și distincții
- Premiul pentru cea mai bună actriță ex-aequo pentru rolul din piesa Șefele, jucată la Festivalul Internațional de Teatru Atelier, Baia Mare - Premiile Municipiului București pentru Artă și Cultură, Secțiunea Artele Spectacolului (2009)[5]